# Dynamisch evenwicht
Het verschijnsel dat per saldo weinig verandert (er is evenwicht), terwijl intern wel wijzigingen optreden wordt dynamisch evenwicht genoemd, dit in tegenstelling tot het statische evenwicht.

## Voorbeelden
Gedurende de dag zal de rij voor de kassa's van een supermarkt steeds ongeveer even lang zijn. Toch staan er steeds andere mensen in de rij te wachten. Er is evenwicht tussen het tempo waarin klanten aansluiten achteraan de rij en klanten de rij verlaten als ze betaald hebben. Komen er meer klanten, dan gaan er meer kassa's open. Zijn er weinig klanten dan sluiten er kassa's.
Iemands inkomsten en uitgaven per jaar zijn gelijk, het (positief of negatief) vermogen blijft gelijk. Er wordt per saldo niet gespaard of ingeteerd. In geval van schulden worden die per saldo niet afgelost, maar ook niet groter. 
Iemand koopt per jaar evenveel boeken als hij leest. Het aantal al aangeschafte maar nog te lezen boeken blijft gelijk. De eventuele achterstand wordt niet ingelopen, maar deze wordt ook niet groter.
Iemand verbruikt evenveel calorieën als hij binnenkrijgt. Hij wordt niet lichter of zwaarder.

## In de scheikunde
In de scheikunde wordt gesproken over een evenwichtsreactie. Voor bijna alle chemische reacties geldt dat ze twee kanten op kunnen verlopen. Op een zeker moment stelt zich een chemisch evenwicht in. Als voorbeeld geldt de reactie van azijnzuur in water:
{\displaystyle \mathrm {CH_{3}COOH\ +\ H_{2}O\ \rightleftharpoons \ CH_{3}COO^{-}\ +\ H_{3}O^{+}} }
Als azijnzuur in water wordt opgelost verloopt de reactie voor ongeveer 1%, hetgeen impliceert dat 99% van het formeel ingebrachte azijnzuur zich in de moleculaire vorm bevindt (en dus niet als het acetaatanion). Macroscopisch gezien lijkt het daarna of de reactie stilvalt, maar op microscopische schaal treden nog steeds reacties op. Het enige verschil is dat bij het begin van de reactie de reactiesnelheden van de heen- en terugreactie niet gelijk zijn, terwijl dat bij het instellen van het dynamisch evenwicht wel het geval is. Dit kan aangetoond worden met behulp van isotopen. In het geval van het zuur-base-evenwicht van azijnzuur wordt er gebruikgemaakt van azijnzuur waarin het waterstofatoom uit de carboxygroep vervangen is door deuterium. Dit wordt opgelost in gewoon water en na instellen van het evenwicht zal een kleine fractie deuteriumionen afgesplitst zijn en gebonden zijn aan water. Door de hoeveelheid daarvan te bepalen kan men ook de zuurconstante opmeten.